# Кетрин Невил
Кетрин Невил (енгл. Katherine Neville; Сент Луис, 4. април 1945) америчка списатељица. Рођена је у Сент Луису а сада живи у Вашингтону. Објавила је романе Осмица, Магични круг, Прорачунати ризик и Ватра.